# Willy Olsen
Willy Olsen (Fredrikstad, 25 gennaio 1921 – 14 settembre 1995) è stato un calciatore norvegese, di ruolo attaccante.

## Carriera

### Club
Soprannominato Vinga, Olsen arrivò nel Fredrikstad nel 1946, proveniente dal Gressvik. Esordì in squadra il 13 maggio dello stesso anno, nella vittoria per 7-1 contro lo Sprint-Jeløy. Con questa maglia, vinse due edizioni della Norgesmesterskapet (1950 e 1957) e sei campionati (1948-1949, 1950-1951, 1951-1952, 1953-1954, 1956-1957 e 1959-1960). Giocò 151 partite di campionato per il Fredrikstad, realizzando 91 reti.

### Nazionale
Conta 10 partite e una rete per la Norvegia. Debuttò l'11 settembre 1949, nella sconfitta per 0-2 contro la Danimarca. L'unica rete arrivò il 7 novembre 1954, nella sconfitta per 2-1 contro l'Irlanda.

## Palmarès

### Club

#### Competizioni nazionali
- Coppa di Norvegia: 2

Fredrikstad: 1950, 1957
- Campionato norvegese: 6

Fredrikstad: 1948-1949, 1950-1951, 1951-1952, 1953-1954, 1956-1957, 1959-1960